# Webley Revolver
La Webley Revolver è una rivoltella con un tamburo da 6 cartucce. È stata la pistola d'ordinanza delle forze armate britanniche tra il 1887 ed il 1963, successivamente sostituita dalle più moderne pistole semiautomatiche.

## Storia
Il Governo britannico impiegò vari modelli di revolver Webley per oltre 60 anni; il Mark I fu adottato nel novembre 1887 e il No. 1 Mark VI fu dichiarato obsoleto nel 1947, anche se è ancora largamente impiegato in tutto il mondo, soprattutto nei territori un tempo soggetti alla corona britannica.
Tutti i revolver Webley d'ordinanza erano in calibro.455 e di disegno molto simile. Il Webley è un revolver a telaio incernierato chiuso da un grosso fermo a staffa; i primi cinque modelli avevano l'impugnatura a "testa d'uccello" mentre il Mark VI, che fu adottato nel maggio 1915, l'aveva a campana. Dopo la Prima guerra mondiale fu stabilito che i revolver calibro .455 erano troppo pesanti e ingombranti e dopo una serie di test fu deciso di adottare una nuova cartuccia calibro .38 derivata dalla diffusa .38 Smith & Wesson.
Sulla base della nuova cartuccia la Webley realizzò una pistola derivata dal suo modello commerciale Mark III calibro .38; questo progetto fu poi rilevato dalla Royal Small Arms Factory che lo sottopose ad alcune modifiche cosicché non vi è totale intercambiabilità di pezzi con la Webley.
Il revolver Webley Mark IV calibro .38 fu impiegato, sia pur limitatamente, nella seconda guerra mondiale.
Il Webley Mark V fu realizzato nel 1913 per permettere l'impiego di munizioni smokeless. Ciò determinò delle modifiche sia alla canna che al telaio del revolver.